# Gay Liberation Front
Die Gay Liberation Front (GLF) war eine politische Lesben- und Schwulengruppe, die als Reaktion auf den Stonewall-Aufstand „am 28. Juni [1969], kurz nach Mitternacht entstand.“ Der Name wurde als Anspielung auf die südvietnamesische Befreiungsfront Vietkong gewählt.
Als erste Organisation, die bereit war, in offener Konfrontation für die Befreiung von Schwulen und Lesben einzutreten, markierte die GLF eine völlig neue Qualität. Mit der Sichtbarmachung von Lesben und Schwulen legte sie eine Grundlage für alle späteren Liberalisierungen, obwohl ihre Ziele über die Integration einer Minderheit hinausgingen.

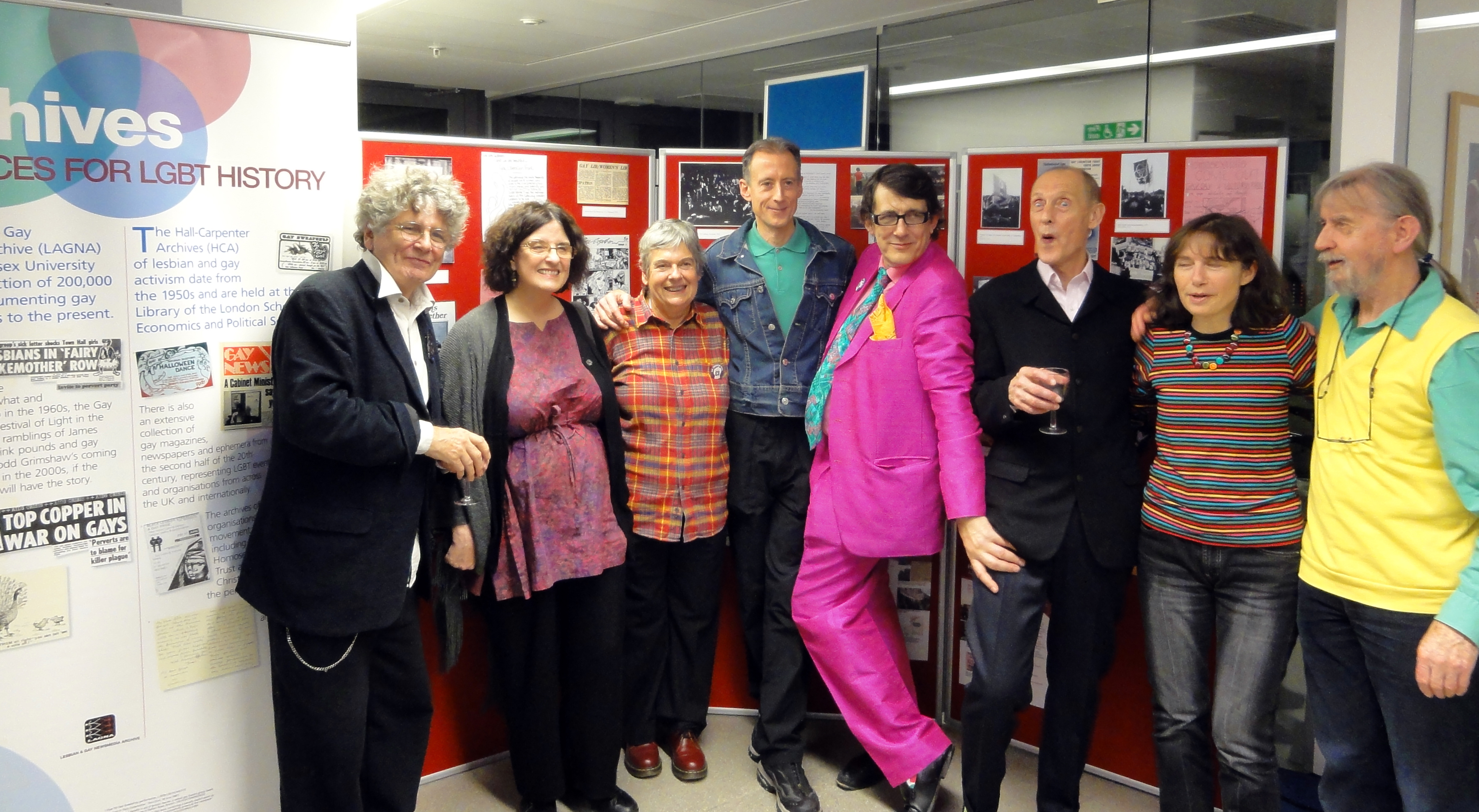
Aktivisten der GLF im Vereinigten Königreich (2010)

## Anfänge der Gay Liberation
Im Herbst 1969 veröffentlichte der konservative San Francisco Examiner antihomosexuelle Artikel, woraufhin am 31. Oktober einige Homosexuelle vor dem Gebäude der Zeitung demonstrierten. Die Zeitungsleute kippten schließlich Magenta-Farbe aus dem Fenster auf die Demonstranten. Diese wischten die Farbe mit den Händen ab und bestempelten das Gebäude mit ihren Handabdrücken.
Die Purple Hand, eine Anspielung auf die „Black Hand“, den Namen einer New Yorker Mafiagang, wurde daraufhin ein Symbol der Gay Liberation, setzte sich am Ende jedoch nicht durch und geriet in Vergessenheit.

## Entwicklung der GLF New York
Bereits sehr früh zeichnete sich eine Spaltung an der Frage ab, ob die GLF andere militante linke Organisationen wie z. B. die Black Panther Party unterstützen solle. 1970 gründeten Jim Owles und Marty Robinson außerhalb der GLF eine neue Organisation: die Gay Activists Alliance (GAA), die sich als „eine militante (obwohl gewaltfreie) homosexuelle Bürgerrechtsorganisation“ verstand und im Gegensatz zur GLF „jede Beteiligung an einem Aktionsprogramm, das keinen offensichtlichen Bezug zu Homosexuellen hat“ vermeiden wollte.
Nach dem Auszug der gemäßigten Aktivisten verstand sich die GLF offen als revolutionäre Organisation. In einem Interview mit Mitgliedern der GLF New York, das in der San Francisco Free Press veröffentlicht wurde, heißt es auf die Frage, was die Gay Liberation Front sei:

„Wir sind eine revolutionäre homosexuelle Gruppe von Männern und Frauen, die sich mit der Erkenntnis gebildet hat, dass komplette sexuelle Befreiung für alle Menschen nicht verwirklicht werden kann, wenn nicht die existierenden sozialen Institutionen abgeschafft werden. Wir lehnen den Versuch der Gesellschaft ab, uns sexuelle Rollen und Definitionen unserer Natur aufzuerlegen. Wir treten aus diesen Rollen und simplistischen Mythen heraus. Wir werden sein, wer wir sind. Zur gleichen Zeit schaffen wir neue soziale Formen und Beziehungen, das bedeutet Beziehungen, die auf Brüderlichkeit, Kooperation, menschlicher Liebe und ungehinderter Sexualität basieren. Babylon hat uns gezwungen, uns einer Sache zu verpflichten … der Revolution.“

Ein Jahr alt, umfasste die GLF neben den Vollversammlungen am Sonntagabend, die von ca. siebzig bis achtzig Personen besucht wurden, 19 Zellen oder Aktionsgruppen, zwölf Gruppen zur Bewusstseinsbildung, ein Treffen am Mittwochabend für Männer, ein Frauentreffen am Sonntagabend vor der Vollversammlung, drei Wohn-Kommunen und eine Radical Study Group. Darüber hinaus gab es die GLF-Zeitung Come Out! und die Zeitschrift der GLF-Kommune in der 17. Straße, Gay Flames.
Die „moderatere“ Organisation, die Gay Activists Alliance (GAA), ist in aktuelleren Arbeiten auch deshalb in der Kritik, weil 1973 alle Menschen ausgeschlossen wurden, die sich nicht eindeutig geschlechtlich und sexuell identifizierten, insbesondere Trans*-Personen, wie die wichtige Aktivistin der Kämpfe um das Stonewall Inn Sylvia Rivera.

## GLF Köln

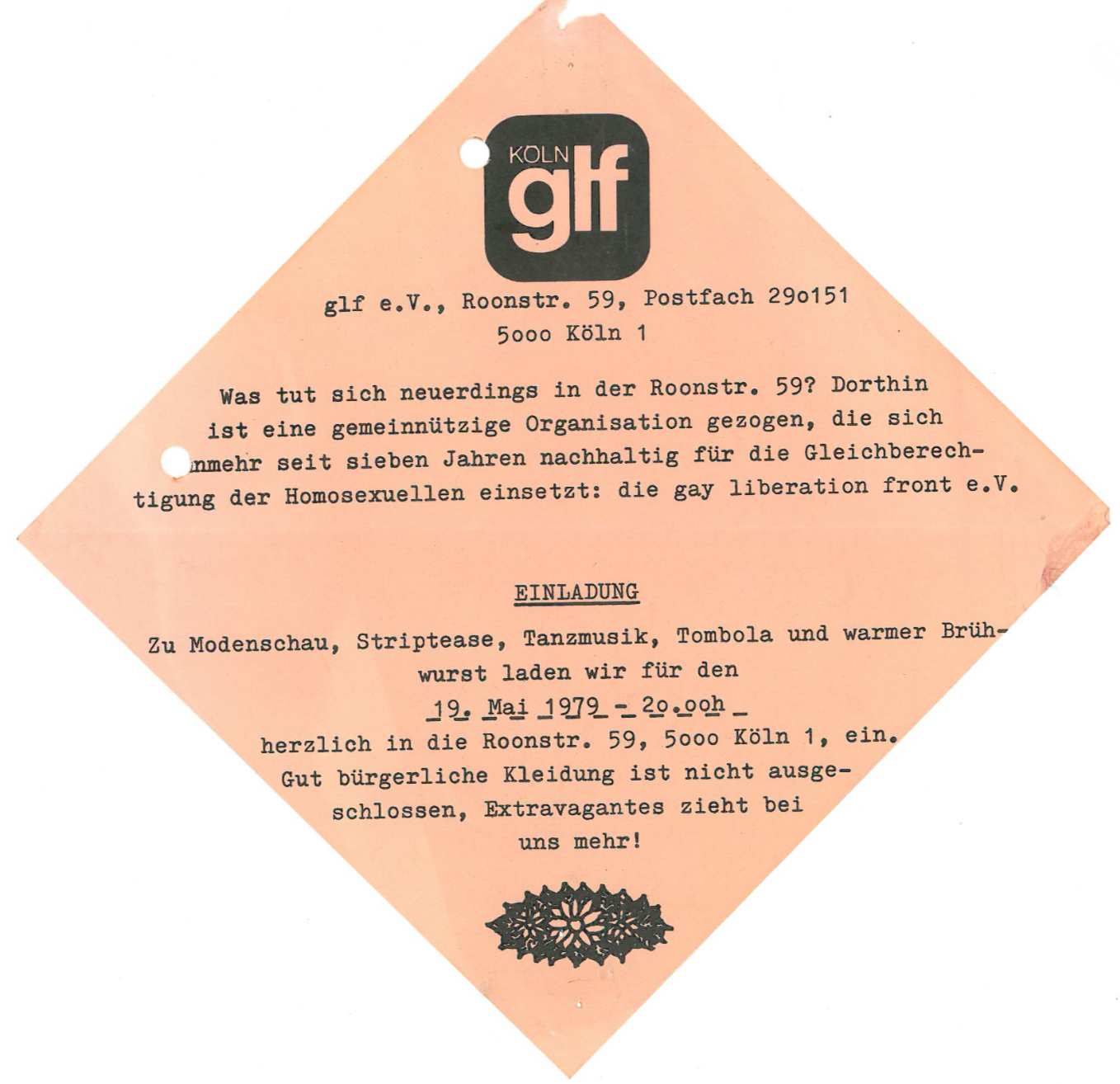
Veranstaltungshinweis Köln vom 19. Mai 1979

Nach dem Vorbild der New Yorker Gruppe gründeten sich auch in anderen Städten wie San Francisco und London Organisationen mit dem Namen Gay Liberation Front. Die Londoner GLF – von Aubrey Walter und Bob Mellors ins Leben gerufen – entfaltete ihre Aktivitäten später im ganzen Land.
1971 wurde die Gay Liberation Front in Köln an drei Abenden (2., 9. und 16. Dezember) gegründet, angeregt durch Diskussionen um den Film „Nicht der Homosexuelle ist pervers, sondern die Situation, in der er lebt“ von Rosa von Praunheim, der im damaligen „City“ am 26. und 27. November gezeigt wurde. Ein Jahr später, am 2. November 1972 erfolgt die Eintragung in das Vereinsregister.
Weitere Abläufe:
- 1974: Eröffnung des ersten glf-Zentrums mit Eröffnungsparty am 13. September in der Dasselstraße. Am 11. November folgen erste Gespräche über den Aufbau einer Beratungsstelle des glf-Sozialwerk. Mit Aufnahme der Beratungstätigkeit erfolgte zugleich Antragstellung auf Gemeinnützigkeit.
- Ende 1975: Erstmals Info-Tisch der glf und der SAK (Schwule Aktion Köln) auf der größten Fußgängerzone Deutschlands in der Schildergasse. Beabsichtigt ist, die Homosexuellen öffentlich sichtbar zu machen.
- 1976: Umzug ins neue glf-Zentrum am Marienplatz, Kölner Vertreter der Bundestagsparteien werden zur Diskussion zur Landtagswahl in NRW eingeladen, dann Mitstreiter in anderen Kölner Schwulengruppen gesucht. Diskussion mit dem Regisseur Wolfgang Petersen über seinen Fernsehfilm „Die Konsequenz“.
- 1978: Es wird die erste Frau in den glf-Vorstand gewählt. Trotz Feten, Ausflügen, Spiele- und Filmabenden im täglich geöffneten Zentrum, trotz Beraterteam und Zentrumsdienst springen eher konservative Mitglieder ab bzw. steigen in die HUK (Homosexuelle und Kirche) um.
- Anfang 1979: Umzug der glf in ein Souterrain-Ladenlokal in der Roonstraße, Zusammenarbeit mit dem Liberalen Zentrum in der Nachbarschaft. Zweimonatliche Herausgabe eines kostenlosen ungefähr zwanzigseitigen Informationsblatts „glf-Journal“, das später als Monatsblatt „Raus In Köln“ fortgeführt wird.
- Mitte 1979: Erste Parade des von der glf organisierten Gay Freedom Day (Vorläufer des Christopher-Street-Day) (30. Juni 1979 in Köln, Bremen, Berlin und Stuttgart) zur Kundgebung am Altermarkt mit 500 Teilnehmern. Mit über 30 000 Beteiligten wird der Kölner CSD 1993 zur größten Schwulen- und Lesbendemonstration in Deutschland. glf-Büchertisch und Diskussionen mit dem Laufpublikum auf der Schildergasse.
- Mitte 1980: Militante Teile der Pädobewegung sprengen in der Bonner Beethovenhalle durch andauernde Pfeifkonzerte und anschließender Besetzung des Podiums am 12. Juli eine Parteienbefragung zur Bundestagswahl. Veranstalter war die dt. Schwulenbewegung, vertreten u. a. von der Allgemeine Homosexuelle Arbeitsgemeinschaft e. V. (AHA Berlin), Gay Liberation Front e. V. (glf Köln), Schwule Aktion Köln (SAK), Schwule Aktion Bremen (Schwab), Hagener Schwuleninitiative   und der Homosexuelle Initiative Essen.[3] Moderator war Reinhard Münchenhagen (WDR). Die zuvor durchgeführte Demonstration, mit über tausend Schwulen in der Bonner Innenstadt, verläuft dagegen friedlich. Über dieses Ereignis wird von der dt. Tagespresse berichtet.
- 1981: Erste Rosa Kulturwochen in Köln (5.–18. April), veranstaltet von glf und Liberalem Zentrum sowie anderen Kölner Homosexuellengruppen mit u. a.: Kunstausstellung im Liberalen Zentrum mit Büchertisch, Grafiken und Malereien im glf-Zentrum, Filmvorführung in der Cinemathek „Nicht der Homosexuelle ist pervers, sondern…“ und Diskussion mit dem Regisseur Rosa von Praunheim, Kulturfete in der ESG mit dem neuen glf-Kabarett „Warmer Kappes“, HUK-Kranzniederlegung am Hansaring am Mahnmal für Nazi-Opfer (der Redner, der an die „Männer mit dem Rosa Winkel“ erinnerte, wurde nach der bundesweiten TV-Ausstrahlung später aus dem Kirchendienst entlassen). Zur 10-Jahr-Feier der glf am 24. Oktober in der Evangelischen Studentengemeinde Köln wagen zehn Schwule und zwei Lesben mit ihrem politischen Kabarett namens „Warmer Kappes“ nach einigen erfolgreichen Darbietungen vor schwul/lesbischen Publikum den Sprung an die Öffentlichkeit. Der Höhepunkt der auswärtigen Auftritte wird eine Einladung der FDP zu einer Parteiveranstaltung nach Melsungen vor einem heterosexuellen bürgerlichen Publikum.
- Mitte 1983: Erstes Infoblatt von glf-Sozialwerk und Universitäts-Hautklinik zum Thema AIDS. Das glf-Sozialwerk wird in den Deutschen Paritätischen Wohlfahrtsverband aufgenommen. Die glf wird Mitglied im Internationalen Lesben- und Schwulenverband (heute ILGA).
- 1984: Das Centrum Schwule Geschichte e. V. (CSG) wird in Köln gegründet. Die glf und elf der damals sechzehn Lesben- und Schwulengruppen in Köln gründen den „Emanzipation e. V.“ als Dachorganisation für ein großes und leistungsfähiges gemeinsames Zentrum.
- 1985: Gründung der Aids-Hilfe Köln. Eröffnung des Schwulen- und Lesbenzentrums „SCHULZ“ in der Bismarckstraße.das von der glf Köln mit gegründete spätere SchuLZ Schwulen- und Lesbenzentrum Köln bei der Aufräumen Aktion am 8.12.84 (früher: Tanzschule Meyer)

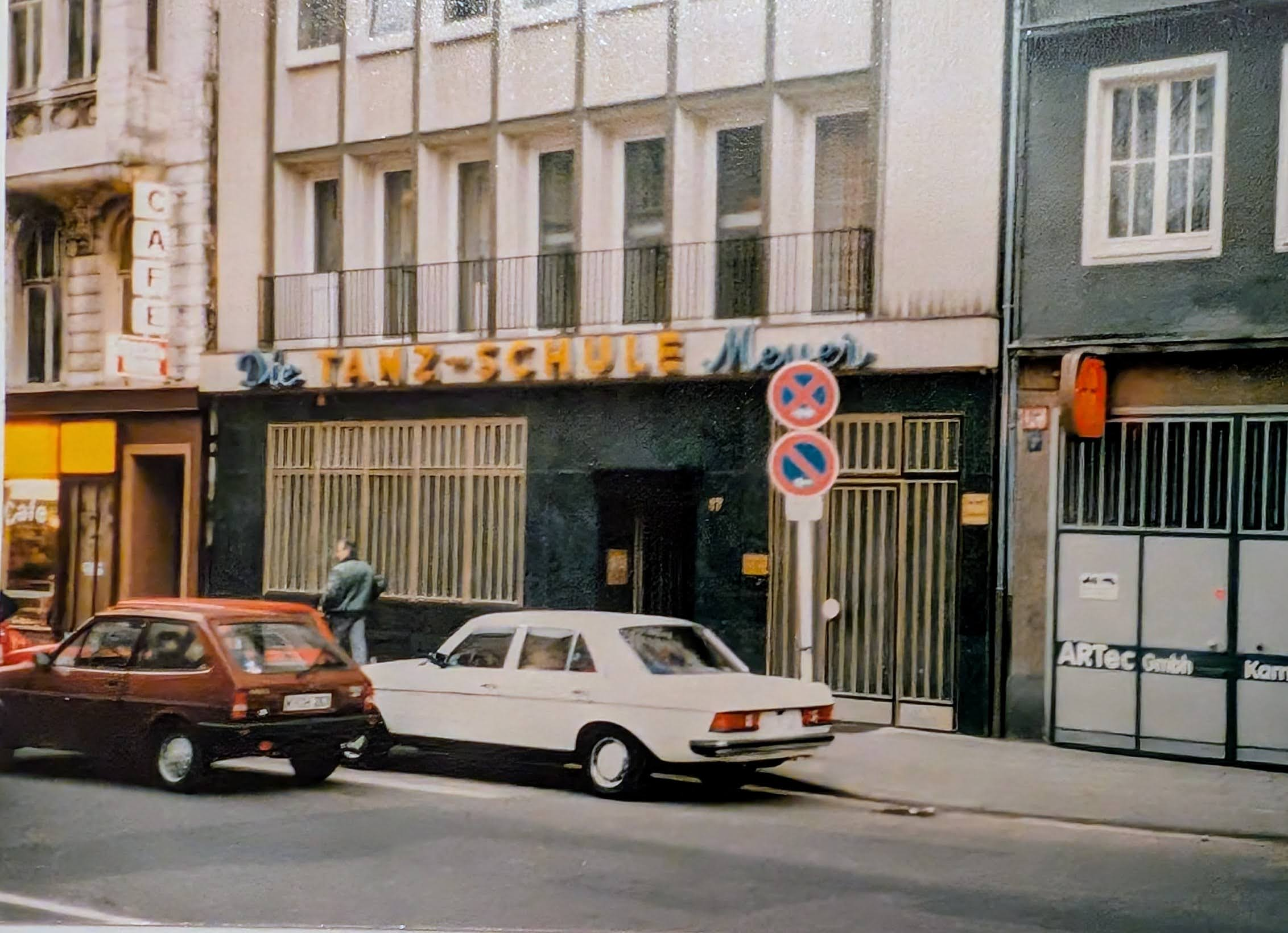
das von der glf Köln mit gegründete spätere SchuLZ Schwulen- und Lesbenzentrum Köln bei der Aufräumen Aktion am 8.12.84 (früher: Tanzschule Meyer)

- Dezember 1985: Das glf-Sozialwerk bemüht sich um die erste festangestellte Sozialarbeiterin.
- Mitte 1987: „ILGA-Weltkonferenz“ in Köln (International Lesbian and Gay Association).
- 1991: Gründung des „Kölner Lesben- und Schwulentags“ (KLUST) als kommunalpolitischer Dachverband, u. a. zur Veranstaltung eines Kölner Lesben- und Schwulentags, aus dem sich der CSD entwickelt.
- 1993: Die lange schwelende Namenskrise wird beendet und die glf endlich in lglf (lesbian and gay liberation front e. V.) umbenannt.
- 1994: Neueröffnung des „SCHULZ“ mit städtischer Unterstützung am Kartäuserwall mit Café, Veranstaltungssaal, Beratungsangeboten und Bücherei. Die ILGA-Arbeitsgruppe nimmt die Planung für eine weitere ILGA-Weltkonferenz in Köln für 1997 in Angriff.
- Mitte 1997: Rund 250 Teilnehmer aus 48 Staaten aller Kontinente folgen der Einladung der lglf. Die 18. ILGA-Weltkonferenz wird inhaltlich, organisatorisch und finanziell ein voller Erfolg. Im Anschluss feiern zahlreiche Teilnehmer den Kölner CSD mit.
- 2001: Am 1. August werden die ersten gleichgeschlechtlichen Paare Kölns vom damaligen Regierungspräsidenten (und späteren Kölner OB) Jürgen Roters in den Stand der Eingetragenen Lebenspartnerschaft versetzt.
- 2002:  Der „Europride“, Europas größtes schwul-lesbisches Event, findet dieses Jahr in Köln statt, Motto „Köln feiert Vielfalt“. Höhepunkt des umfangreichen Veranstaltungsprogramms ist die CSD-Parade am 7. Juli mit über 750 000 Besuchern.
- Ende 2008: Der Vorstand beschließt mangels Aktiven die Auflösung der lglf e. V.
- 2009: Eine breite Ratsmehrheit beschließt die Einrichtung eines „Referats für Lesben, Schwule und Transgender“ in der Kölner Stadtverwaltung.
- 2010: Die VIII. Gay Games Cologne 2010, das große internationale Sport- und Kulturfestival für Schwule, Lesben, Bi-, Trans- und Heterosexuelle, finden in Köln statt. Eröffnet werden die Spiele von Guido Westerwelle, Vizekanzler und Außenminister der Bundesrepublik Deutschland.
- 2012: Das Schwule Netzwerk NRW verleiht zum zwölften Mal seine Kompassnadel für besondere Verdienste um die Community, außer an Martin Dannecker an die über 80-jährigen Alfred Schiefer und Ludwig Rubruck, ein Paar seit 1956 und Mitgründer der Kölner glf im Jahre 1971.